# Dream on, Dreamer
Dream On, Dreamer is een Australische posthardcoreband afkomstig uit Melbourne, Victoria.

## Biografie
De band werd in 2009 opgericht door screamer Marcel Gadacz, gitarist Callan Orr, drummer Aaron Fiocca, bassist, zanger Michael McLeod en toetsist Daniel Jungwirth. Op juli 2009 bracht de band vervolgens haar debuut ep Set Sail, Armada uit. Na via Boomtown Records een jaar later een tweede ep uitgebracht te hebben toerde de band ter promotie als voorprogramma van Pierce the Veil door Australië en Nieuw-Zeeland.
Na een platendeal getekend te hebben met Rise en UNFD Records bracht de band op 21 augustus 2011 haar door Cameron Mizell geproduceerde debuutalbum Heartbound. Het album werd door ARIA genomineerd in de categorie Best Rock/Metal Albums of 2011. Datzelfde jaar vergezelde de band onder meer Avenged Sevenfold, We Came as Romans en The Devil Wears Prada tijdens hun Australische tours. Ook kwam de band samen met Memphis May Fire en The Color Morale naar West-Europa, waarbij ze onder andere Nederland aandeden.
Begin 2012 toerde de band dan als support voor bands als Attack Attack!, Sleeping With Sirens, The Ghost Inside en Chunk! No, Captain Chunk! door de Verenigde Staten, waarna ze richting Japan trokken met We Came as Romans en Crossfaith. De Mayhem Tour met In Fear and Faith was eind 2012 de laatste tour voor Michael McLeod. Hij werd vervangen door Zachary Britt.
In 2013 toerde de band als support voor bands als A Day to Remember, The Devil Wears Prada, Abandon All Ships, Palisades, Silverstein en A Skylit Drive de wereld over. Aaron Fiocca moest een deel van de concerten aan zich voorbij laten gaan nadat bij hem kanker geconstateerd was. In 2014 toerde de band onder andere met In Hearts Wake en Being as an Ocean door Australië. In 2015 bracht de band vervolgens haar derde album Songs of Soulitude uit.
Op 25 mei 2018 bracht de band haar vierde album It Comes and Goes uit. Ter promotie toerde de band vervolgens 2 maanden lang door Australië, als hoofdprogramma van de It Comes And Goes Tour
Op 9 februari 2020 maakte de band wereldkundig dat zij uit elkaar zouden gaan. De bandleden gaven aan dat zij zich op dit moment op hun persoonlijke levens wilden richten.

## Personele bezetting
Huidige leden
- Marcel Gadacz – schone vocalen (2008–heden), schone vocalen (2014-heden)
- Callan Orr  – leidende gitaar (2008–heden), achtergrondvocalen (2013–heden)
- Zachary Britt – slaggitaar, schone vocalen, piano, keyboards (2013–heden)
- Chris Shaw – bas (2014–heden)

Voormalige leden
- Michael "McCoy" McLeod – bas, schone vocalen (2008–2012)
- Daniel "Deej" Jungwirth – keyboards, synthesizers, piano (2008–2012); bas (2012–2014)
- Aaron Fiocca – drums (2008–2015)
- Dylan Kuiper – drums (2015–2018)

Tijdlijn

## Discografie
Albums
| 2011 | Heartbound - Uitgebracht: 21 augustus 2011 - Label: Rise, UNFD - Formats: CD, download                               | 39 |
| 2013 | Loveless - Uitgebracht: 28 juni 2013 - Label: UNFD - Formats: CD, download                                           | 28 |
| 2015 | Songs of Soulitude - Uitgebracht: 13 november 2015 - Label: Independent - Formats: CD, download                      | 29 |
| 2018 | It Comes and Goes - Uitgebracht: 25 mei 2018 - Label: Onafhankelijk - Formats: CD, download                          | 34 |
| 2020 | What If I Told You It Doesn't Get Better - Uitgebracht: 10 april 2020 - Label: Onafhankelijk - Formats: CD, download | 29 |

Ep's
| Jaar | Album details                                                                                   |
| ---- | ----------------------------------------------------------------------------------------------- |
| 2009 | Sails Set, Armada - Uitgebracht: 3 juli 2009 - Label: zelf-uitgebracht - Format: download       |
| 2010 | Hope - Uitgebracht: 4 juli 2010 - Label: Boomtown Records, Triple Vision - Format: CD, download |